# Lannea rubra
Lannea rubra är en sumakväxtart som först beskrevs av William Philip Hiern, och fick sitt nu gällande namn av Adolf Engler. Lannea rubra ingår i släktet Lannea och familjen sumakväxter.

## Underarter
Arten delas in i följande underarter:
- L. r. elongata
- L. r. serrata